# Водни лещи
Водните лещи (Lemnoideae) са подсемейство покритосеменни растения от семейство Змиярникови (Araceae). Те са водни растения, просто по строеж, без отделни листа или стъбло, които виреят и се разпространяват бързо върху застояла водна площ, обикновено богата на хранителни вещества.
- Водни канали в Галиция, Испания
- Lemna trisulca

## Приложения и употреба
- Като хранителна суровина (В Югоизточна Азия)
- Като пречиствателно средство за отпадни води
- Като ресурс за Биоремедиация
- Като хранителна добавка в алтернативната медицина
- Като суровина в хомеопатията

## Бъдещи приложения и употреба
- Като продукт за биогорива[1]

## Родове
- Landoltia
- Lemna – Водна леща
- Spirodela – Спиродела
- Wolffia – Волфия
- Wolffiella